# Getting to the Point (Electric Light Orchestra)
Getting to the Point è un singolo del gruppo musicale britannico Electric Light Orchestra, pubblicato nel 1986 ed estratto dall'album Balance of Power.
Il brano è stato scritto e prodotto da Jeff Lynne.

## Tracce
- 7"

1. Getting to the Point – 4:28
2. Secret Lives – 3:26